# Поверка счётчиков
Поверка счётчиков — процедура поверки нескольких видов средств измерений (счётчиков воды, газа, электроэнергии), представляющая собой совокупность операций, выполняемых в целях подтверждения соответствия средств измерений метрологическим характеристикам.

## Сроки и критерии
Первоначально срок поверки счетчиков воды устанавливается заводом-изготовителем. Если, согласно техническим условиям, счетчик при износе начинает давать ложные показания после того, как сквозь него пройдет определенный объем воды — значит, необходимо делать поверку.
В общем случае сроки поверки устанавливаются правилами, утвержденными постановлением Правительства РФ № 354 2011 года. Однако эти правила дают отсылку лишь к договору на оказание коммунальных услуг, в котором должны указываться: сведения о типе ИПУ, время их установки, дату заводской пломбировки, срок поверки ИПУ. Сам же по себе срок по тексту правил должен отталкиваться уже от технических условий.
На сегодняшний день есть два критерия определения необходимости поверки:
- Промежуток времени. Для большинства моделей счетчиков он составляет 4 года — на трубах с горячей водой и 6 лет — на системах холодного водоснабжения. Для счётчиков газа — 6-12 лет[2].
- Объём воды, прошедший через счетчик, определяемый на основе его показаний. Пока этот способ мало распространен, однако уже он более объективен и позволит гражданам существенно сэкономить на процедуре поверки[3][4][5][6][7][8][9][10][11][12].

Поверка счётчиков на дому производится с помощью переносных поверочных установок. Положительные результаты поверки средств измерений удостоверяются поверительным клеймом или свидетельством о поверке.

## Нормативно-правовая база
В России поверочная деятельность в отношении попадающих под Государственный метрологический надзор средств измерения регламентирована Федеральным Законом от 26 июня 2008 года № 102-ФЗ «Об обеспечении единства измерений» и многими другими подзаконными актами, среди которых:
- Постановление Правительства РФ от 13 августа 2006 г. № 491 «Об утверждении Правил содержания общего имущества в многоквартирном доме и Правил изменения размера платы за содержание и ремонт жилого помещения в случае оказания услуг и выполнения работ по управлению, содержанию и ремонту общего имущества в многоквартирном доме ненадлежащего качества и (или) с перерывами, превышающими установленную продолжительность».
- Постановление Правительства Российской Федерации от 20 апреля 2010 г. № 250 «О перечне средств измерений, поверка которых осуществляется только аккредитованными в установленном порядке в области обеспечения единства измерений государственными региональными центрами метрологии».
- Постановление Правительства РФ от 6 мая 2011 г. № 354 «О предоставлении коммунальных услуг собственникам и пользователям помещений в многоквартирных домах и жилых домов»[14].
- ГОСТ 8.156-83 Государственная система обеспечения единства измерений (ГСИ). Счетчики холодной воды. Методы и средства поверки.